# Mała Nizina Węgierska
Mała Nizina Węgierska (551.3; t. Mała Nizina Naddunajska, węg. Kisalföld, słow. Malá dunajská kotlina, niem. Kleine Ungarische Tiefebene) – rozległa nizina aluwialna w północno-zachodniej części Kotliny Panońskiej.
Nazewnictwo geograficzne Małej Niziny Węgierskiej jest dość skomplikowane wskutek tego, że obecnie region ten jest podzielony między trzy państwa. Największa część Niziny, na północ od Dunaju, leży w granicach Słowacji i jest tam zwana Niziną Naddunajską. W granicach Węgier leży część Niziny na południe od Dunaju, zamknięta od wschodu przez Średniogórze Zadunajskie i od zachodu przez Wschodnie Przedgórze Alp. Należący do Austrii zachodni skraj Małej Niziny Węgierskiej, ograniczony od zachodu przez Góry Litawskie, nie nosi tam żadnej specyficznej nazwy i jest zaliczany do wschodniego przedgórza Alp (Alpenostrand). Stąd biorą się różnice również w podawanej przez różne źródła powierzchni Niziny – 5,6 lub 8,0 tys. km².
Północna i wschodnia granica Małej Niziny Węgierskiej to jednocześnie północna i wschodnia granica Kotliny Panońskiej, natomiast granica południowo-wschodnia – z wysoczyznami Kraju Zadunajskiego – biegnie od wzgórz Gerecse w Zakolu Dunaju do górnego biegu Ráby; w środkowej części stanowią ją północne zbocza Lasu Bakońskiego (węg. Bakony) i wzgórz Wertesz (Vértes).
Mała Nizina Węgierska to płaska równina, utworzona z osadów rzecznych i wyrównana przez rzeki. Występuje tu tylko kilka pojedynczych wzgórz na południu (Somló, 433 m n.p.m.i Ság, 278 m n.p.m.) i jeden łańcuch wzgórz na południe od Győr (Szent Pál-hegy, 316 m n.p.m.). Główną rzeką Małej Niziny Węgierskiej jest Dunaj, który płynie tu trzema ramionami: głównym korytem, jako Mały Dunaj po stronie słowackiej i jako Dunaj Moszoński (Mosoni Duna) po stronie węgierskiej (powstają w ten sposób wielkie rzeczne wyspy Szigetköz i Žitný ostrov). Węgierską część Niziny odwadnia głównie Rába, zbierająca dopływy z Lasu Bakońskiego i ze wschodniego podnóża Alp. Pozostałe większe rzeki to Rábca i Marcal. Rzeki te w mieście Győr wpadają do Dunaju Moszońskiego. Główną rzeką austriackiej części Niziny jest Litawa. Na Małej Nizinie Węgierskiej, na granicy Austrii i Węgier, leży unikatowe w skali europejskiej bezodpływowe Jezioro Nezyderskie (niem. Neusiedler See, węg. Fertő).
Klimat Małej Niziny Węgierskiej jest najmniej kontynentalny z całej Kotliny Panońskiej. Docierają tu jeszcze masy powietrza oceanicznego znad Atlantyku.
Mała Nizina Węgierska jest pozbawiona bogactw mineralnych poza wszechobecnymi wodami mineralnymi i termalnymi. Ze względu na bardzo urodzajne gleby i łagodny klimat jest regionem typowo rolniczym – rolnictwo jest tu wielkotowarowe, wysoko rozwinięte i bardzo intensywne. Dominuje uprawa zbóż, buraków cukrowych i ziemniaków, wysoko rozwinięta jest również hodowla bydła. Istnieją tu także wielkie zakłady przemysłowe: rafineria w Almásfüzitő, cementownia w Lábatlan. Ośrodkami przemysłowymi są Győr i Sopron. Przez węgierską część Niziny przebiega szlak komunikacyjny z Budapesztu do Wiednia i Bratysławy. Szlakiem żeglugowym jest Dunaj (porty rzeczne w Komárom i w Győr). Lokalnym centrum komunikacyjnym węgierskiej części Niziny jest Győr, w którym zbiegają się drogi i linie kolejowe.
Ze względu na swe intensywne wykorzystanie gospodarcze Mała Nizina Węgierska jest regionem gęsto zaludnionym. Typowe dla węgierskiego osadnictwa na tym terenie są wielkie, stosunkowo rzadko rozsiane wsie, liczące po kilka tysięcy mieszkańców. Największym miastem Niziny jako całości jest Bratysława, natomiast największym miastem i zarazem głównym ośrodkiem jej węgierskiej części jest Győr (129,4 tys. mieszk.). Pozostałe większe miasta leżą na obrzeżach Niziny: Szombathely (81,8 tys. mieszk.) i Sopron (55,7 tys. mieszk.) u podnóża Alp Węgierskich, Tatabánya (72,3 tys. mieszk.) na granicy Wyżyny Panońskiej.